# BS-2A
O BS-2A  (também conhecido por Yuri 2A) foi um satélite de comunicação geoestacionário japonês construído pela empresa GE Astro, ele esteve localizado na posição orbital de 110 graus de longitude leste e era operado pela Telecommunications Satellite Company of Japan (TSCJ). O satélite foi baseado na plataforma AS-3000. Após sair de serviço o mesmo foi transferido para uma órbita cemitério em 1989.

## História
O BS-2A (Broadcasting Satellite-2A) foi lançado pela Agência Nacional de Desenvolvimento Espacial do Japão (NASDA) a partir do Centro Espacial de Tanegashima. Ele foi projetado para eliminar áreas pobres em recepção de televisão e desenvolver a tecnologia sobre satélites de radiodifusão. Transmitir frequências e potências de saída foram 11,91928 GHz a 100 W, 11,99600 GHz a 100 W, 11,70299 GHz e 0,1 W, e 2276,99 MHz a 1,3 W. Dois dos três transponders falhou dentro de três meses. Depois de ficar fora de serviço o satélite foi movido para uma órbita cemitério em 1989.

## Lançamento
O satélite foi lançado com sucesso ao espaço no dia 23 de janeiro de 1984, por meio de um veículo N-2 Star-37E, laçando a partir do Centro Espacial de Tanegashima, no Japão.

## Capacidade e cobertura
O BS-2A era equipado com 2 transponders em banda Ku, para fornecer serviços de telecomunicação ao Japão.